# Szakács Árpád (újságíró)
Szakács Árpád (Köröstárkány, 1980 –) erdélyi származású magyar újságíró, szerkesztő, könyvkiadó, kommunikációs szakember; a Mediaworks volt főszerkesztője, Dúró Dóra főtanácsadója. 

## Élete
Az erdélyi Köröstárkányban látta meg a napvilágot. 1998-tól három éven át a nagyváradi Bihari Napló és az Erdélyi Napló, 2001-től a Magyar Nemzet munkatársa, utóbbi helyen igazságügyi szakújságíróként. 2004-től a Reggel, 2005-től az Axel Springer, 2008-tól 2016-ig egyéb lapok munkatársa különböző minőségekben. 
2016 és 2020 között a Mediaworks nyomtatott megyei napilapjai központi szerkesztőségének főszerkesztője.
Újságírói munkásságát számos szakmai díjjal ismerték el: Csepel Örökség díj (2014), Eötvös József-sajtódíj (2018), Petőfi Sándor Sajtószabadság díj (2018), Lovas István-sajtódíj (2019). Lancea Regis díj (2020). Az általa vezetett szerkesztőség munkáját 2019-ben Érték és Minőség Nagydíj Kommunikációért Nívódíjjal ismerték el a Parlamentben.

## Munkássága
Hagyományosan jobboldali-konzervatív értékrendű újságíróként dolgozik évtizedek óta. A 2010-es években egyes vélemények szerint éveken keresztül „az egyik legkeményebb jobboldali kultúrharcos”-ként támadta a baloldali köröket.
Munkásságáról a közbeszéd szélesebb körben 2018-ban szerzett tudomást, amikor a Magyar Idők folyóiratban a „Kinek a kulturális diktatúrája?” című cikksorozata megjelent. A cikksorozat a magyarországi szépirodalmi–művészi világ Szakács szerint liberális kötődéseit mutatta be részletesen, különös tekintettel arra, hogy – Szakács kutatásai szerint – a magyarországi kultúrvilág irányítói az 1990-es magyarországi rendszerváltás utáni időkben, ráadásul a 2010-es, jobboldali kormányváltást követően is baloldali-liberális körökben kereshetők (más megfogalmazás szerint „hogyan dominál nyolc év Orbán-kormányzás után még mindig a balliberális hálózat a kultúrában”). Az újságíró szerint ilyen világnézetű emberek döntenek arról, hogy ki kerülhet bele a „hivatalos” magyar kultúra szövetébe, ki jut anyagi forrásokhoz ezeken a területeken.
A témakört később a szerző könyv formájában is feldolgozta (A kultúra diktatúrája).
2021-től különböző cikkekben támadta a „hivatalos magyarországi jobboldalt” (a Fideszt és hozzá közel állókat, nevesítve Orbán Viktor miniszterelnököt, Szijjártó Péter külügyminisztert, L. Simon László múzeumigazgatót stb.), ettől az időszaktól általában a Mi Hazánk Mozgalom politikai közösségéhez kapcsolódó újságíróként tekintenek rá.
Számos cikke mellett 2022-ben életrajzi könyvet írt Egy nő harca Magyarországért címen Dúró Dóra magyar politikusról (Mi Hazánk Mozgalom). Ugyanettől az évtől a politikus főtanácsadója is.
Lovas István újságíró nem sokkal halála előtt „legjobb és legbátrabb magyar jobboldali újságíró”-nak nevezte Szakácsot. Lovas halála után vélhetően éppen ezért Szakács kapta meg elsőként az újságíróról elnevezett kitüntetést.
2020-ban a Magyar Nemzetben elindította az úgynevezett szabadkőműves-vitát.
Rendszeresen tart előadásokat, rádióinterjúkon, televíziós beszélgetéseken vesz részt.
Előadásaiban gyakran oltásellenes nézeteit hangoztatja. 
Rendszeres hírlevelekkel jelentkezik a Substacken.

### Kárpátia Stúdió
Horváth-Lugossy Gábor alapította meg[mikor?] azt a Szakács szerkesztésében megjelenő Nagy Magyarország című történelmi folyóiratot, illetve az Erdélyország címűt kiadó Kárpátia Stúdió Kft-t, amit Horváth-Lugossy Gábor lakásába jegyeztek be (amely lakás egyúttal a Magyar Közös Képviselők Egyesületének is a székhelye is volt).
Horváth-Lugossy az alapítás után nem sokkal tulajdonosként kiszállt a Kárpátia Stúdió Kft-ből[mikor?], és cég később Szakács kezébe került.[forrás?]
A Kárpátia Stúdió komplett médiabirodalmat akart felépíteni, de később megszűnt mindkét folyóirat és a tortenelemportal.hu nevű weboldaluk is. Mindegyik kiadványuk kifejezetten jobbra és ezoterikus irányban állt a Fidesz fősodrától, és alkalmanként durvábban támadta a kormányzatot, mint a balliberális ellenzék.[forrás?]
A Kárpátia Stúdió később főleg könyvkiadással kezdett foglalkozni, az ő kiadványuk többek között Bayer Zsolt és Szakács Árpád közös kultúrharcos kötete és Raffay Ernő számos konteós tanulmánya. 
Szakács Árpád később eltávolodott a Fidesztől és a Mi Hazánk Mozgalomhoz került közel.[forrás?]

## Könyvei
- (Bayer Zsolttal közös munka) A kultúra diktatúrája, Kárpátia Stúdió Kft., Köröstárkány-Kápolnásnyék, 2018[21]
- Egy nő harca Magyarországért, Kárpátia Stúdió Kft., Köröstárkány-Kápolnásnyék, 2022[22]